# Крупник, Бунця
Бу́нця Кру́пник (фр. Buntea Crupnic; рум. Bunţea Crupnic — Бунця Крупник), в замужестве Андре Смесман (нидерл. Andrée Smesman), во втором браке Андре Клайкенс (нидерл. Andrée Claikens; 28 февраля 1911, Сороки, Бессарабская губерния — 7 июня 2002, Льеж, Бельгия) — деятель Коммунистической партии Бельгии, участница движения Сопротивления, разведчица, член разведывательной сети Красная капелла. Оперативные псевдонимы Ирина Сайно, Ирена Сиднов (Irène), Ивонна (Yvonne), Мишель (Michel).

## Биография
Бунця Крупник родилась в еврейской семье в бессарабском городе Сороки. В 1928 году поступила на отделение экономических наук в Institut des Hautes Études в Генте, в 1929 году присоединилась к молодёжному крылу Коммунистической партии Бельгии (Брюссель). В 1935 году вышла замуж за Оскара Смесмана (1888—1941), портового рабочего и члена компартии, родившегося в бельгийском городе Мерелбеке, и в следующем году получила бельгийское гражданство.
К началу Второй мировой войны входила в руководство компартией Бельгии. Занималась разведывательной деятельностью в составе группы Ефремова и вместе с Элизабет Депельснер предоставляла убежище агентам разведки в районе Брюссен. Поддерживала связь с участниками антигитлеровского сопротивления, в июне 1942 года получила задание снабжать информацией Круйта Яна Вильгельма. Круйт дважды встречался с Крупник, которая была известна ему под кличкой Сайно. В 1943 году возглавила Армию партизан Бельгии (Partisans Armés — военное крыло коммунистической партии), была арестована гестапо и отправлена в Мехелен, оттуда в концентрационный лагерь Равенсбрюк, затем в Освенцим.
После освобождения вернулась в Бельгию, вторично вышла замуж и продолжила сотрудничество в компартии страны. В 1946 году работала в редакции газеты Кларте, расположенной на бульваре Анвер в Брюсселе. С 1960 года жила в Льеже, выучилась на социального работника, работала в отделе социального обеспечения.

## Литерратура
- Donal O'Sullivan. Dealing with the Devil: Anglo-Soviet Intelligence Cooperation in the Second World War (англ.). — Peter Lang, 2010. — 337 p. — ISBN 9781433105814.
- Gilles Perrault The red orchestra
- The Rote Kapelle: the CIA’s history of Soviet intelligence and
- Arno Lustiger, Roman Brackman Stalin and the Jews: the red book : the tragedy of the Jewish
- Gilles Perrault L’Orchestre rouge
- Gilles Perrault Auf den Spuren der roten Kapelle